# Alfredo García (político argentino)
Alfredo García (Trelew, 7 de abril de 1934-Buenos Aires, 20 de febrero de 1987) fue un ingeniero y político argentino de la Unión Cívica Radical, que se desempeñó como senador nacional por la provincia del Chubut entre diciembre de 1986 y febrero de 1987.

## Biografía
Nació en Trelew (Chubut) en 1934 y se recibió de ingeniero en construcciones en la Universidad Nacional del Sur.
En política adhirió a la Unión Cívica Radical (UCR). En 1963, fue designado subsecretario de Obras y Servicios Públicos de la provincia del Chubut por el gobernador Roque González, desempeñando el cargo hasta 1966.
En 1973 adhirió al Movimiento de Renovación y Cambio liderado por Raúl Alfonsín y, en las elecciones locales de 1983, fue elegido intendente de Trelew, con mandato hasta 1987. Renunció un año antes, luego de que en las elecciones al Senado de 1986 fuera elegido senador nacional por la provincia del Chubut. En la cámara alta fue vocal en las comisiones de Industria y de Comunicaciones.
Su mandato se extendía hasta 1995, pero falleció de un infarto agudo de miocardio en Buenos Aires en febrero de 1987, a los 52 años. Su período fue completo por Hipólito Solari Yrigoyen.
Una plaza de Trelew y el gimnasio cubierto del Club Atlético Independiente local llevan su nombre.